# Vernetta M Nay Moberly
Vernetta M Nay Moberly es una activista medioambiental estadounidense  nacida el 23 de diciembre de 1955 que ha ido recopilando información de ancianos inupiat (nativos de Alaska, cuyo modo de vida se vería afectado por el calentamiento global, su  territorio tradicional iría del noreste de Norton Sound,  mar de Bering a la parte más septentrional de la frontera entre Canadá y Estados Unidos) 
En 2020 la BBC la eligió una de las 100 mujeres más inspiradoras e influentes.